# Division 1 (Bélgica) 1953-54
La Primera División de Bélgica 1953/54 fue la 51.ª temporada de la máxima competición futbolística en Bélgica.

## Tabla de posiciones
| Pos | Equipo                         | PJ | PG | PE | PP | GF | GC | Pts | DG  | Notas                     |
| --- | ------------------------------ | -- | -- | -- | -- | -- | -- | --- | --- | ------------------------- |
| 1   | R.S.C. Anderlecht              | 30 | 14 | 9  | 7  | 76 | 51 | 37  | +25 |                           |
| 2   | KV Mechelen                    | 30 | 12 | 12 | 6  | 47 | 41 | 36  | +6  |                           |
| 3   | La Gantoise                    | 30 | 13 | 10 | 7  | 65 | 47 | 36  | +18 |                           |
| 4   | Beerschot                      | 30 | 13 | 9  | 8  | 54 | 40 | 35  | +14 |                           |
| 5   | R.F.C. de Liège                | 30 | 15 | 4  | 11 | 68 | 51 | 34  | +17 |                           |
| 6   | K.R.C. Mechelen                | 30 | 11 | 9  | 10 | 55 | 55 | 31  | 0   |                           |
| 7   | Royal Antwerp FC               | 30 | 12 | 7  | 11 | 49 | 50 | 31  | -1  |                           |
| 8   | Lierse S.K.                    | 30 | 13 | 5  | 12 | 47 | 45 | 31  | +2  |                           |
| 9   | R.O.C. de Charleroi-Marchienne | 30 | 11 | 8  | 11 | 54 | 55 | 30  | -1  |                           |
| 10  | R. Charleroi S.C.              | 30 | 10 | 8  | 12 | 41 | 49 | 28  | -8  |                           |
| 11  | K Berchem Sport                | 30 | 11 | 6  | 13 | 38 | 53 | 28  | -15 |                           |
| 12  | R.F.C. de Liège                | 30 | 12 | 4  | 14 | 48 | 50 | 28  | -2  |                           |
| 13  | Standard Liège                 | 30 | 9  | 9  | 12 | 49 | 55 | 27  | -6  |                           |
| 14  | Royale Union Saint-Gilloise    | 30 | 9  | 9  | 12 | 52 | 60 | 27  | -8  |                           |
| 15  | Daring Club Bruxelles          | 30 | 11 | 4  | 15 | 49 | 61 | 26  | -12 | Descenso a la Division II |
| 16  | KM Lyra                        | 30 | 2  | 11 | 17 | 30 | 59 | 15  | -29 | Descenso a la Division II |

PJ = Partidos jugados; PG = Partidos ganados; PE = Partidos empatados; PP = Partidos perdidos; GF = Goles a favor; GC = Goles en contra; Pts = Puntos; DG = Diferencia de goles